# 镰仓圭
镰仓圭（Kei Kamakura、1979年7月30日—）。日本长野县诹访市出生的创作歌手。2007年发行第一张专辑《love activity》。

## 简介
高中时代开始音乐活动，18岁时迁到东京。从此开始学习税理士资格考试和音乐活动的两只船生活。在网上公开自己的乐曲后受到各界音乐人士和听众的欢迎。2006年末考上税理士资格考试，除了税理士和工业会计的资格外，他还拥有電卓検定，无线电台执照等各种执照。座右铭是“自反而缩，虽千万人，吾往矣”。

## 作品

### 专辑
1. love activity（2007年7月4日）TEAM Entertainment
  1. 女体マーケット
  2. 泡
  3. 皮肉な方程式
  4. 手本
  5. 七泊八日のレンタルラブ
  6. 鬼ごっこ （Playstation 3游戏『阿格莱斯特战记』主题歌）
  7. マシーンの涙
  8. バランス
  9. 犠牲者
  10. ハサミ
  11. 綺麗な空

所有乐曲的编曲由前卫重金属摇滚乐队SYMPHONIA的作曲家兼吉他手，石黑秀和（Shu）来担任。

## 関連項目
- SYMPHONIA